# تشارلز هيلمان بروف
تشارلز هيلمان بروف هو محامي وأستاذ جامعي وسياسي أمريكي، ولد في 9 يوليو 1876 في كلينتون في الولايات المتحدة، وتوفي في 26 ديسمبر 1935 في واشنطن العاصمة في الولايات المتحدة. نشط حزبياً في الحزب الديمقراطي. وقد انتخب حاكم أركنساس ‏ (10 يناير 1917 – 11 يناير 1921).